# Sonnenfinsternis vom 3. Juli 2084
Die Sonnenfinsternis vom 3. Juli 2084 wird eine ringförmige Sonnenfinsternis sein, die in Europa und Nordamerika sichtbar sein wird. 
Die Sonnenfinsternis wird im europäischen Teil Russlands nordöstlich von Moskau beginnen, durch die Städte Jaroslawl, Wologda, Syktywkar und Narjan-Mar verlaufen, über den Arktischen Ozean, Alaska und Westkanada wandern und die nordöstlichen Staaten Washington, Oregon, Wyoming, Kalifornien, Nevada und Utah streifen. Die maximale Verfinsterung wird um 1:47:49,5 UT über dem Arktischen Meer erreicht und 4 Minuten und 25,2 Sekunden dauern.